# Andrew Feldherr
Andrew Feldherr (* 1963) ist ein US-amerikanischer Klassischer Philologe.

## Leben
Feldherr studierte an der Princeton University (BA) und an der University of California, Berkeley, wo er seinen MA sowie im Jahr 1991 seinen Ph.D. erwarb. Nach Stationen am Dartmouth College (1991–1996) und an der Columbia University (1996–1997) lehrt er seit 1997 an der Princeton University, ab 2008 als Professor of Classics. Dort widmet er sich der lateinischen Sprache und Literatur sowie der griechischen und römischen Geschichtsschreibung.

## Schriften (Auswahl)
- Spectacle and Society in Livy’s History. University of California Press, Berkeley 1998, ISBN 9780520210271.
- (Hrsg.): The Cambridge Companion to the Roman Historians. Cambridge University Press, Cambridge 2009, ISBN 9781139002714.
- Playing Gods:  The Politics of Ovid’s Metamorphoses. Princeton University Press, Princeton 2010, ISBN 9780691138145.
- mit Grant Hardy (Hrsg.): The Oxford History of Historical Writing. Volume 1: Beginnings to 600 CE. Oxford University Press, Oxford 2011, ISBN 9780198737803.
- mit William W. Batstone (Hrsg.): Sallust. Oxford University Press, Oxford 2020, ISBN 9780198790983.
- After the past. Sallust on history and writing history. John Wiley & Sons, Hoboken/NJ 2021, ISBN 9781119076704.